# Hôtel des Postes (Victoriaville)
Pour les articles homonymes, voir Hôtel des Postes.
L'hôtel des Postes à Victoriaville au Québec est un pavillon consacré aux beaux-arts rattaché au Musée Laurier.  
Il est situé à une centaine de mètres du Musée Laurier dans le secteur historique d’Arthabaska aujourd’hui fusionné à Victoriaville. Il a été cité comme immeuble patrimonial en 2018 par la ville de Victoriaville.

## Collection
Héritant de la collection du Musée Laurier relative aux œuvres d’art, celle-ci s’est passablement enrichie notamment en ce qui se rapporte au volet estampes en art contemporain.
Constituée d’abord à partir de 1932 de dons d’artistes tels Alfred Laliberté et Suzor-Coté, c’est en 1975, à la suite de l’accréditation du Musée Laurier par le gouvernement du Québec, que la collection prend son véritable envol. En 1996, le transfert du volet beaux-arts à l’Hôtel des Postes est rendu nécessaire en raison du volume  important des œuvres acquises. 
La collection se veut d’abord représentative des artistes de la région des Bois-Francs  mais également canadiens et étrangers avec Marc-Aurèle de Foy Suzor-Coté, Alfred Laliberté, Louis-Philippe Hébert, Armand Vaillancourt, Jean-Paul Riopelle, W. Bachinsky. Louis Muhlstock, C.W.Wilks, Léonor Fini, Hans Hartung, H. Hofman et bien d’autres. En tout, à ce jour, les œuvres de plus de 525 artistes différents composent la collection.

## Historique

### Bureau de poste
En 1851, James Goodhue ouvre le premier bureau de poste dans la région des Bois-Francs et y exerce la fonction de maître de poste, suivi d'Adolf Stein en 1854. James Buteau lui succède en 1861, pour être remplacé, au printemps de 1865, par N. A. Beaudet. 
Le 1er octobre 1905, le titre de « bureau de poste d'Arthabaska » devient officiel pour désigner le lieu. En 1911, le bureau de poste est logé dans un nouvel édifice imposant de style Second Empire l'« Hôtel des Postes » et Calixte Leblanc en est le premier maître de poste. De 1911 à 1965, année de fermeture du bureau de poste, sept maîtres de poste se sont succédé. Par la suite, ce lieu sert, au fil des ans, à différentes fonctions et occupations.
Le 13 août 2018, l'hôtel des Postes a été cité comme patrimoine culturel du Québec par la ville de Victoriaville.

### Musée
En juin 1996, après des travaux importants, le pavillon « Hôtel des Postes » ouvre ses portes avec comme mandat d’être un musée consacré aux beaux-arts. Une section met en valeur des collections philatéliques.  
Le 31 décembre 1999 à minuit, l’horloge à pendule de marque W.F. Evans & Sons Birmingham, Angleterre a été remise en marche après plusieurs années d’arrêt. 
Depuis juin 2011, une exposition recréant un bureau de poste des années 1910-1920 est présentée sur une base permanente.
En lien avec sa vocation première, le lieu présente, sur une base régulière, des collections de timbres et de cartes postales.